# Ли Рајан
Ли Рајан (енгл. Lee Ryan; Чатам, Уједињено Краљевство, 17. јун 1983) је енглески певач, текстописац, глумац и члан британског бенда Блу. Године 2011, са бендом Блу представљао је Уједињено Краљевство на песми Евровизије.